# Scorpiops afghanus
Espèce
Scorpiops afghanus est une espèce de scorpions de la famille des Scorpiopidae.

## Distribution
Cette espèce est endémique de la province du Badakhchan en Afghanistan. Elle se rencontre dans le district du Wakhan vers Langar.

## Description
La femelle holotype mesure 36,2 mm.

## Étymologie
Son nom d'espèce lui a été donné en référence au lieu de sa découverte, l'Afghanistan.

## Publication originale
- Lourenço & Qi, 2006 : « A new species of Scorpiops Peters, 1861 from Afghanistan (Scorpiones, Scorpiopidae). » Entomologische Mitteilungen aus dem Zoologischen Museum Hamburg, vol. 14, no 173, p. 277-286 (texte intégral).